# Pterostylis ovata
Pterostylis ovata är en orkidéart som beskrevs av Mark Alwin Clements. Pterostylis ovata ingår i släktet Pterostylis och familjen orkidéer. Inga underarter finns listade i Catalogue of Life.